# Cuestión de Wawel
La Cuestión de Wawel fue una controversia política que se desató después de los funerales del Mariscal Jozef Pilsudski entre el príncipe-arzobispo de Cracovia Adam Stefan Sapieha y el presidente de la república polaca, Ignacy Moscicki sobre el último lugar de descanso del mariscal.

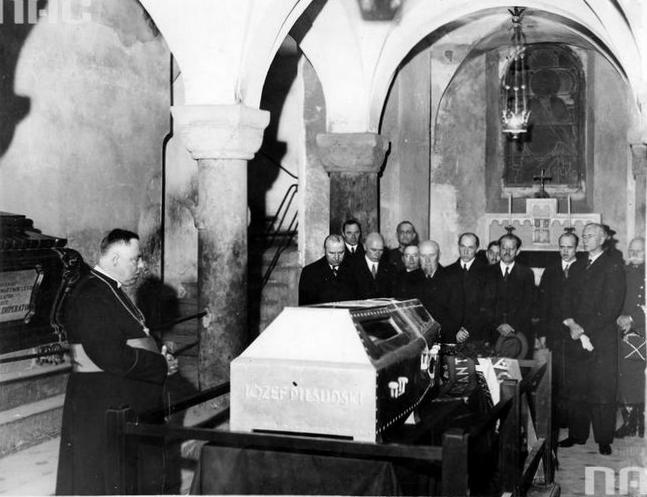
el canónigo Stanisław Domasik (izquierda) junto a varios parlamentarios y el gobernador de Cracovia, en la cripta de San Leonardo durante la velación del cuerpo del mariscal Pilsudski.

## Antecedentes.
Ya en 1916,el entonces príncipe-obispo Adam Stefan Sapieha y el cabildo catedralicio de la Catedral de Wawel, se habían negado a permitir que Ignacy Jan Paderewski enterrara a Henryk Sienkiewicz en Wawel, sin embargo para 1927, se negoció con Piłsudski de que el último en descansar en las criptas reales de Wawel sería Juliusz Słowacki, cuyas cenizas fueron traídas de París a Polonia en el mismo año.

## El traslado
Después de la muerte del mariscal Piłsudski y sus solemnes funerales de estado, el arzobispo Sapieha después de varias negociaciones decidió que el cuerpo del mariscal estuviera provisionalmente en la Cripta de San Leonardo hasta que estuviese lista la cripta destinada para su sepultura, bajo el campanario de la catedral. Durante dos años, el ataúd de cristal con el cuerpo de Piłsudski fue un lugar de peregrinación para políticos y ciudadanos del común que rendían sus respetos al mariscal. Cuando, después de dos años, la cripta fue terminada, el gobierno determinó que el cuerpo permaneciera en la cripta de San Leonardo, en vez de ser trasladado a la cripta recién construida. En vista de estas circunstancias, Sapieha ordenó que el ataúd del mariscal fuera trasladado a la cripta preparada el 22 de junio de 1937. 
Posteriormente notificó en una carta del 17 de junio de 1937 al general Bolesław Wieniawa-Długoszowski, encargado del comité pro-memoria del mariscal; quien, al enterarse, actuó en contra de la decisión del arzobispo, cosa que también hizo el presidente Ignacy Mościcki. Obviamente en medio de la enorme crisis política, el primer ministro Felicjan Sławoj Składkowski presentó su renuncia de una manera bastante extravagante, aunque al final el presidente Mościcki decide negarse a aceptarla.
Durante el traslado del cuerpo, el párroco de la catedral, el dr. Stanisław Domasik, estuvo presente, firmando las actas correspondientes del traslado

## El conflicto
Al estallar el conflicto alrededor de la sepultura del mariscal, se suscitó una enorme controversia debido a que Sapieha había tenido profundas diferencias políticas con Pilsudski y el régimen de la Sanacja. Esto llegó incluso a oídos del Vaticano quien a través del nuncio apostólico Filippo Cortesi le hicieron un fuerte llamado de atención al príncipe-arzobispo.
A su vez, Sapieha fue acusado de violar el culto al mariscal e insultar al presidente al desacatar su petición de mantenerl el cuerpo del mariscal en la cripta de San Leonardo. La situación llegó al extremo de exigir reformas al concordato, que la Catedral de Wawel fuera entregada a las autoridades estatales, y que el príncipe-Arzobispo Sapieha fuera desposeido de todos sus honores, además de ser expulsado del país. Presionado por todos, Sapieha decide pedir disculpas a través de un comunicado explicando toda la situación. El conflicto terminó tras una sesión del Sejm, donde se afirmó que el arzobispo de Cracovia había presentado sus disculpas al presidente Moscicki. Sin embargo, el príncipe-arzobispo Sapieha argumentó que estaba obligado a ordenar el traslado por la ley de la iglesia y su propia conciencia, según la cual, como principal responsable de la catedral de Wawel, estaba obligado a cuidar la sacralidad del recinto y lo previamente acordado.

## enlaces externos
- «Luiza Trybuś: Konflikt o szklaną trumnę». mknhkt.uksw.edu.pl. Archivado desde el original el 16 de agosto de 2011. Consultado el 23 de marzo de 2023.

- Datos: Q11742381